# Ruski predsjednički izbori
Ruski predsjednički izbori određuju tko će biti predsjednik Rusije sljedećih šest godina (prethodno četiri godine od 1996. do 2012. i pet godina od 1991. do 1996.)
Od uspostave položaja predsjednika Rusije 1991. godine, predsjednički izbori održani su sedam puta: 1991., 1996., 2000., 2004., 2008., 2012. i 2018. godine. Sljedeći predsjednički izbori održavaju se u ožujku 2024.

## Izborno zakonodavstvo
Ruski predsjednički izbori uređeni su Ustavom Ruske Federacije, Saveznim zakonom o temeljnim jamstvima izbornih prava i pravu sudjelovanja na referendumu građana Ruske Federacije i Saveznim zakonom o predsjedničkim izborima Ruske Federacije. Odredbe izbornog zakonodavstva stalno su se razvijale, ali su temelji izbornog sustava ostali nepromijenjeni.
Zakoni o izborima predsjednika Rusije usvojeni su četiri puta. Od 1991. do 2003. godine, pred svake izbore, donosio se novi zakon: 1991. 1995. 1999. i 2003. godina. Trenutačno postoji federalni zakon "o predsjedničkim izborima Ruske Federacije" od 10. siječnja 2003., u verziji od 5. prosinca 2017.

## Popis predsjednika
| Ime                             | Trajanje    | Duljina mandata     |
| ------------------------------- | ----------- | ------------------- |
| Boris Jeljcin                   | 1991.–1999. | 8 godina i 5 dana   |
| Vladimir Putin (1. i 2. mandat) | 2000.–2008. | 8 godina            |
| Dmitrij Medvedev                | 2008.–2012. | 4 godina            |
| Vladimir Putin (3. i 4. mandat) | 2012.–danas | 11 godina i 311 dan |